# Campionati italiani assoluti di atletica leggera 1908
I III campionati italiani assoluti di atletica leggera si sono tenuti a Roma, precisamente a Piazza di Siena, nel 1907. Furono assegnati undici titoli in altrettante discipline, tutti in ambito maschile.
Rispetto alla precedente edizione furono aggiunte le gare di maratona (corsa su pista sulla distanza di 40 km) e la cosiddetta "maratona di marcia", anche questa svolta su pista sulla distanza di 40 km. Fu inoltre introdotta la gara dei 1200 metri siepi. Si tenne anche una gara di corsa campestre, corsa su un percorso di 12 km composto da quattro giri all'interno dei giardini della Villa comunale Umberto I (Villa Borghese).
Durante la manifestazione Emilio Lunghi stabilì il nuovo record italiano dei 1000 metri piani, non omologato come record mondiale. Pericle Pagliani fece registrare il record italiano dei 5000 metri piani e Massimo Cartasegna quello dei 1200 metri siepi.

## Risultati
| Specialità                      | Oro                                               | Prestazione | Argento                                       | Prestazione | Bronzo                                           | Prestazione            |                        |
| 100 m                           | Umberto Barozzi Ginnastica e Scherma Novara       | 11"1/5      | Emilio Brambilla Forza e Coraggio Milano      | a 2 metri   | Carlo Guarnieri Club Podistico Ginnastica Padova | s/t                    |                        |
| 400 m                           | Emilio Lunghi Sport Pedestre Genova               | 52"1/2      | Massimo Cartasegna Sport Club Audace Torino   | a 15 metri  | Pietro Ravenna di Firenze                        | s/t                    |                        |
| 1000 m                          | Emilio Lunghi Sport Pedestre Genova               | 2'31"0      | Massimo Cartasegna Sport Club Audace Torino   | 2'44"0      | Arnaldo Steffenini Società Podistica Lazio       | s/t                    |                        |
| 5000 m                          | Pericle Pagliani Società Podistica Lazio          | 16'07"4/5   | Emilio Giovanoli Sport Club Agamennone Milano | s/t         | Giuseppe Cattro Robur Torino                     | s/t                    |                        |
| Mezza maratona (20 km su pista) | Dorando Pietri Società Ginnastica La Patria 1879  | 1h10'54"    | Pericle Pagliani Società Podistica Lazio      | 1h11'34"    | Agostino Ravaglia Robur Ravenna                  | s/t                    |                        |
| Maratona (40 km su pista)       | Umberto Blasi Unione Sportiva Tiburtina Roma      | 3h07'04"0   | Augusto Cocca Società Podistica Lazio         | 3h10'00"    | Medaglia non assegnata                           | Medaglia non assegnata | Medaglia non assegnata |
| 110 m hs                        | Alfredo Pagani Società Ginnastica Roma            | 16"3/5      | Cesare Lisarelli Brixia Brescia               | s/t         | Eugenio Pasta Forza e Coraggio Milano            | s/t                    |                        |
| 1200 m siepi                    | Massimo Cartasegna Sport Club Audace Torino       | 3'46"1/5    | Arnaldo Steffenini Società Podistica Lazio    | s/t         | Felice Mariani Società Podistica Lazio           | s/t                    |                        |
| Marcia 1500 m                   | Pietro Fontana Sport Club Busto Arsizio           | 6'42"0      | Angelo Claro Sport Club Agamennone Milano     | s/t         | Ercole Pretti Velo Club Gallarate                | s/t                    |                        |
| Marcia 10 000 m                 | Angelo Claro Sport Club Agamennone Milano         | 50'52"0     | Arturo Balestrieri Virtus Roma                | 52'00"0     | Donato Pavesi Post Resurgo Libertas Milano       | s/t                    |                        |
| Marcia 40 km (su pista)         | Antonio Navoni Società Ginnastica Voluntas Milano | 4h07'37"0   | Donato Pavesi Post Resurgo Libertas Milano    | 4h08'30"0   | Riccardo Paolucci Cristoforo Colombo Roma        | 4h22'50"0              |                        |
| Corsa campestre                 | Pericle Pagliani Società Podistica Lazio          | 49'12"      | Mario Semiani Sempre Avanti Cavaria           | 50'15"      | Olinto Bitetti Società Podistica Lazio           | s/t                    |                        |